# Toyota 2000 GT
Der Toyota 2000 GT war ein Sportwagen des japanischen Automobilherstellers Toyota, der vom Motorradhersteller Yamaha Motor maßgeblich mitentwickelt wurde.

## Geschichte

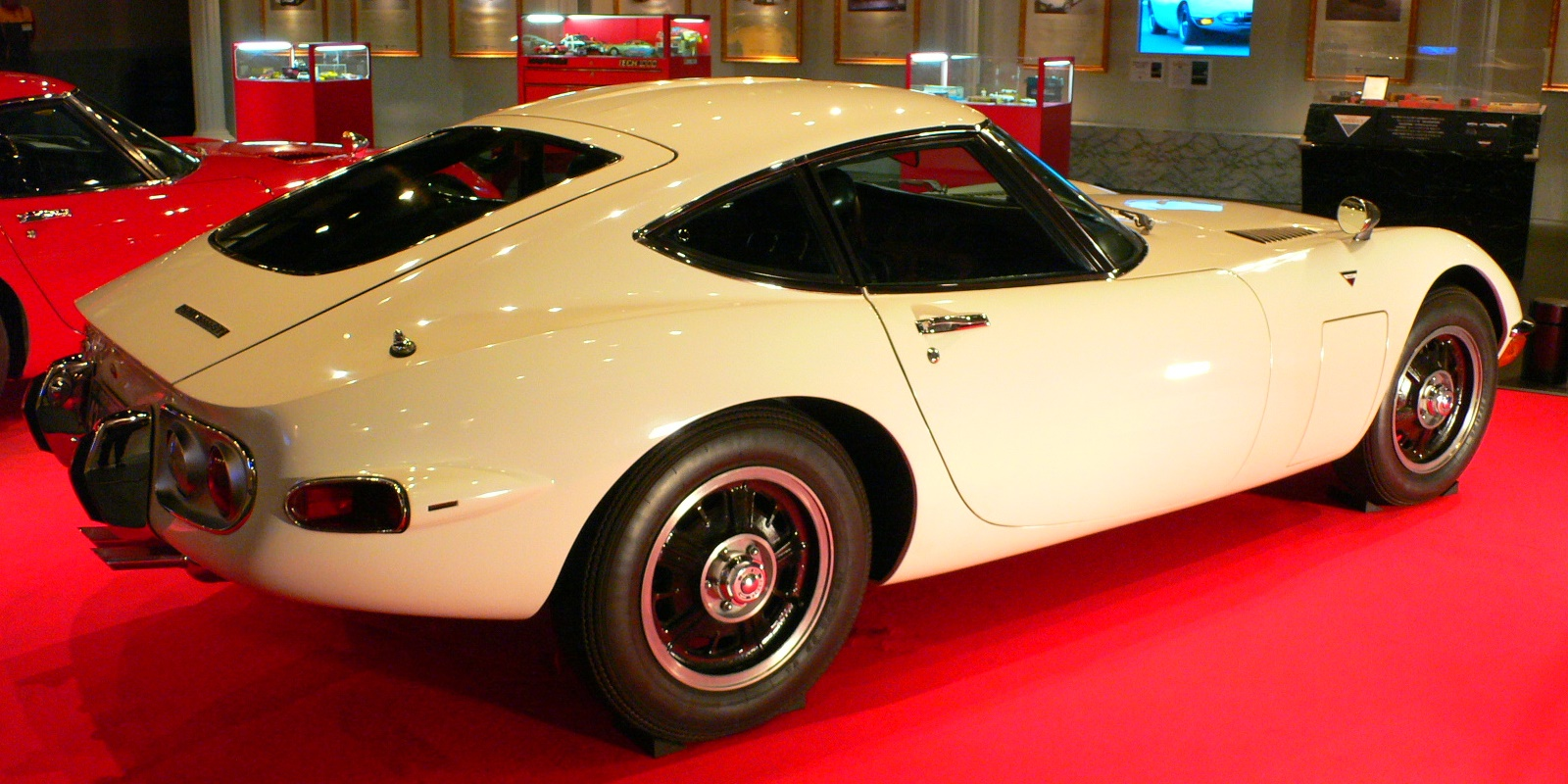
Toyota 2000 GT (1969)

Das Modell wurde 1965 auf der Tokyo Motor Show präsentiert. Die Produktionszeit lag zwischen 1967 und 1970. Das Modell wird von heutigen Automobilsammlern zu sehr hohen Preisen gehandelt, da nur 351 Einheiten des Fahrzeugs produziert wurden.
Das Äußere des Toyota 2000 GT wird durch seine geschwungene Linienführung, die Magnesiumräder, die Klappscheinwerfer und die so genannte „Double-Bubble“-Dachform (über Fahrer und Beifahrer ausgewölbte Dachpartien) bestimmt, die auch bei nachfolgenden Modellen – wie z. B. dem GR Supra (2019) – verwendet wurden. Ins Auge fallen ferner die beiden ungewöhnlichen seitlichen Klappen hinter den vorderen Radhäusern, die die Wartung erleichtern sollten.
Rückgrat des bei Yamaha gefertigten 2000 GT war ein vorn und hinten gegabelter Zentralrohrrahmen. Unter der langen Motorhaube arbeitete ein Reihen-Sechszylindermotor mit zwei obenliegenden Nockenwellen und 1.988 cm³ Hubraum. Er leistet maximal 150 hp (152 PS, 112 kW) bei 6.600 min−1. Das Getriebe mit Handschaltung hat 5 Gänge, die Kraft wird über eine Kardanwelle auf die Hinterachse übertragen. Scheibenbremsen rundum dienten der Verzögerung; die vordere und hintere Einzelradaufhängung an Doppelquerlenkern mit Schraubenfedern sorgten für den von den Amerikanern gewünschten Komfort. Mit der windschnittigen Karosserie brachte es der Toyota 2000GT auf eine Höchstgeschwindigkeit von 220 km/h.
Die letzten 1969/70 hergestellten Fahrzeuge hatten vergrößerte vordere Blink- und hintere seitliche Markierungsleuchten.
Seit 2009 wird eine an den Toyota 2000 GT erinnernde Replika vom japanischen Automobilhersteller Duesen Bayern gebaut. Hergestellt werden die Fahrzeugteile und Motoren von lokalen Automobilteilezulieferern aus Nagoya, die auch das nahegelegene Toyota-Werk beliefern.

## Weltrekorde und Rennerfolge
Toyota startete mit dem 2000 GT mit einem dritten Platz beim Grand Prix von Japan 1966. Im Juni 1966 fand in Suzuka das erste Langstreckenrennen Japans über 1.000 Kilometer statt. Die beiden ersten Plätze belegte jeweils ein 2000GT. 1967 war er das Gewinnerfahrzeug beim Fuji 24-Stunden-Rennen. Darüber hinaus erzielten einige der Wagen drei FIA-Weltrekorde und 13 internationale Rekorde für Geschwindigkeit und Ausdauer auf der Hochgeschwindigkeits-Teststrecke von Yatabe in der Präfektur Saitama nahe Tokio.
Das Rekordfahrzeug wurde bei einem anderen Tempotest zerstört und schließlich verschrottet. Die erzielten FIA-Weltrekorde währten nicht lange, da Porsche mit einem speziell vorbereiten 911R diese Rekorde brach.
| Weltrekord    | Durchschnitts- Geschwindigkeit km/h | alter Rekord km/h (durch) |
| ------------- | ----------------------------------- | ------------------------- |
| 72 Stunden    | 206,02                              | 202,21 (Ford Comet)       |
| 15.000 km     | 206,04                              | 201,75 (Ford Comet)       |
| 10.000 Meilen | 206,18                              | 200,23 (Ford Comet)       |

| Internationale Rekorde | Durchschnitts- Geschwindigkeit km/h | alter Rekord km/h (durch) |
| ---------------------- | ----------------------------------- | ------------------------- |
| 6 Stunden              | 210,42                              | 202,39 (Cooper)           |
| 1.000 Meilen           | 209,65                              | 186,59 (Porsche)          |
| 2.000 Kilometer        | 209,45                              | 186,13 (Porsche)          |
| 12 Stunden             | 208,79                              | 186,25 (Porsche)          |
| 2.000 Meilen           | 207,48                              | 164,15 (Triumph)          |
| 24 Stunden             | 206,33                              | 164,33 (Triumph)          |
| 5.000 Kilometer        | 206,29                              | 164,91 (Triumph)          |
| 5.000 Meilen           | 204,36                              | 164,94 (Triumph)          |
| 48 Stunden             | 203,80                              | 165,02 (Triumph)          |
| 10.000 Kilometer       | 203,97                              | 165,02 (Triumph)          |
| 72 Stunden             | 206,02                              | 153,09 (Triumph)          |
| 15.000 Kilometer       | 206,04                              | 121,889 (AC Cobra)        |
| 10.000 Meilen          | 206,18                              | 111,201 (Jacco Rosalie)   |

Die texanische Rennsportlegende Carroll Shelby wollte auch einige 2000GTs in der SCCA (Sports Car Club of America) in der C-Kategorie (Produktionswagen) zum Rennen vorbereiten. Zunächst baute Shelby drei Autos auf, darunter eines zur Reserve. In den Rennen tat sich neben Dave Jordan, besonders der Pilot Scooter Patrick hervor, der regelmäßig das Ziel erreichte. Trotz guter Leistungen war 1968 jedoch die einzige Saison, in der der 2000GT in den USA an Rennen teilnahm. Toyota nahm eines der Fahrzeuge zurück nach Japan und baute es zu einer Replik des zerstörten Rekordfahrzeugs um. Die beiden verbliebenen Fahrzeuge von Shelby haben in den Vereinigten Staaten überlebt.
| Rennen | Termin | Ort            | Platzierung |
| ------ | ------ | -------------- | ----------- |
| 1      | 25.02. | Las Vegas      | 2+4         |
| 2      | 10.03. | Willow Springs | 3           |
| 3      | 31.03. | Tucson         | 3+4         |
| 4      | 21.04. | Stuttgurt      | 1+2         |
| 5      | 24.06. | Saint Louis    | 2           |
| 6      | 07.07. | River Side     | 2+3         |
| 7      | 21.07. | San Diego      | 3+5         |
| 8      | 08.04. | River Side     | 3           |
| 9      | 26.08. | Salt Lake City | -           |
| 10     | 31.08. | Warbonnet      | 1+2         |
| 11     | 09.09. | Mid Ohio       | 1+2         |
| 12     | 15.09. | Odessa         | 2+5         |
| 13     | 13.10. | Phoenix        | 2           |
| 14     | 23.11. | River Side     | 4           |

## Der 2000 GT im Film
Im Film James Bond 007 – Man lebt nur zweimal spielte ein offenes Exemplar des 2000GT die Rolle des Bondcars. Die Cabrio-Version war ein eigens für den Film in zwei Exemplaren gebauter Prototyp und wurde nie in Serie produziert. Außerdem war das Handschuhfach des Autos mit einem Mini-Bildschirm von Sony und einer Kamera ausgestattet, um Videotelefonate durchzuführen, was damals in dieser Form nicht möglich war.

## Galerie

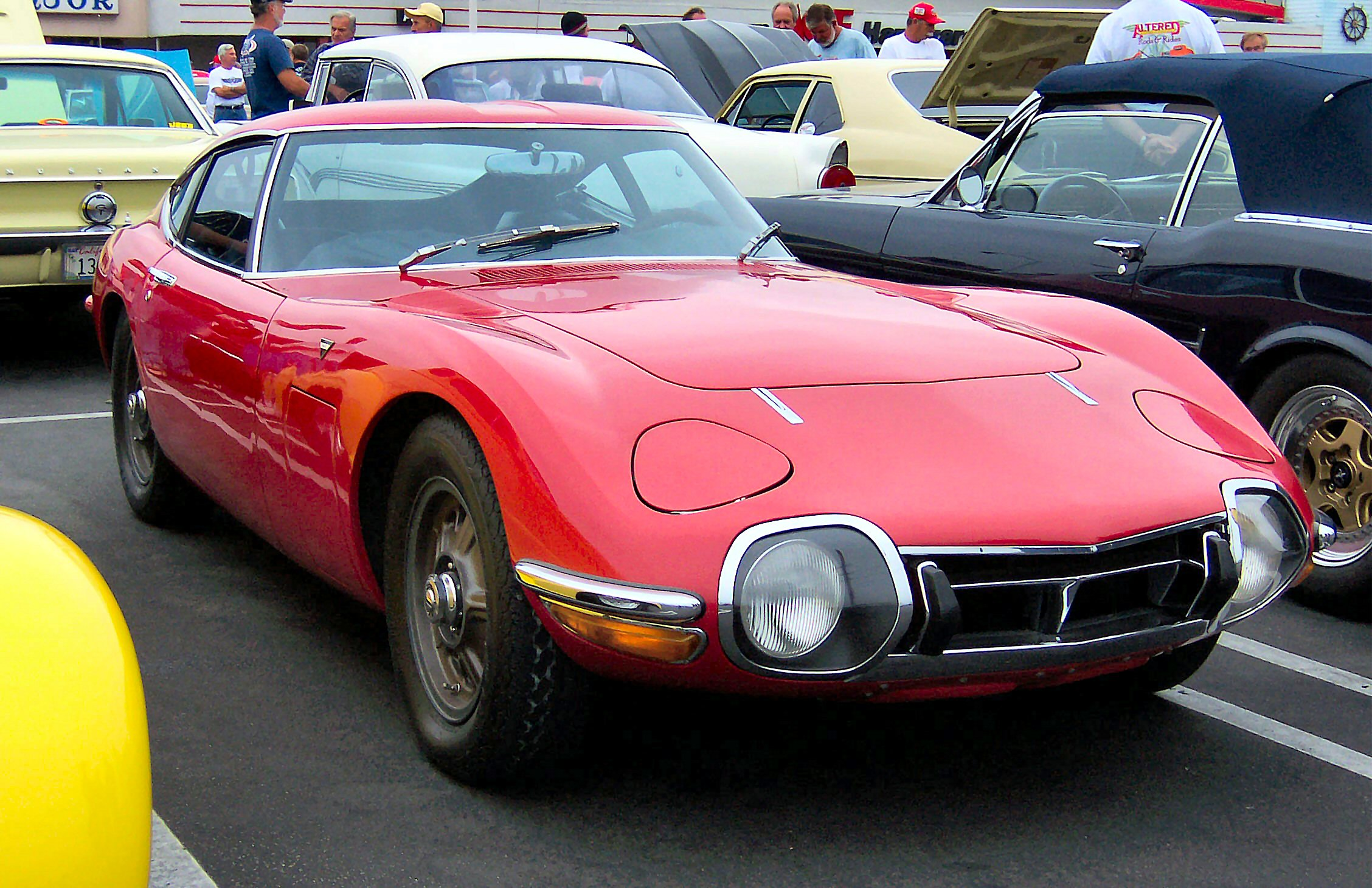
Toyota 2000GT Coupé
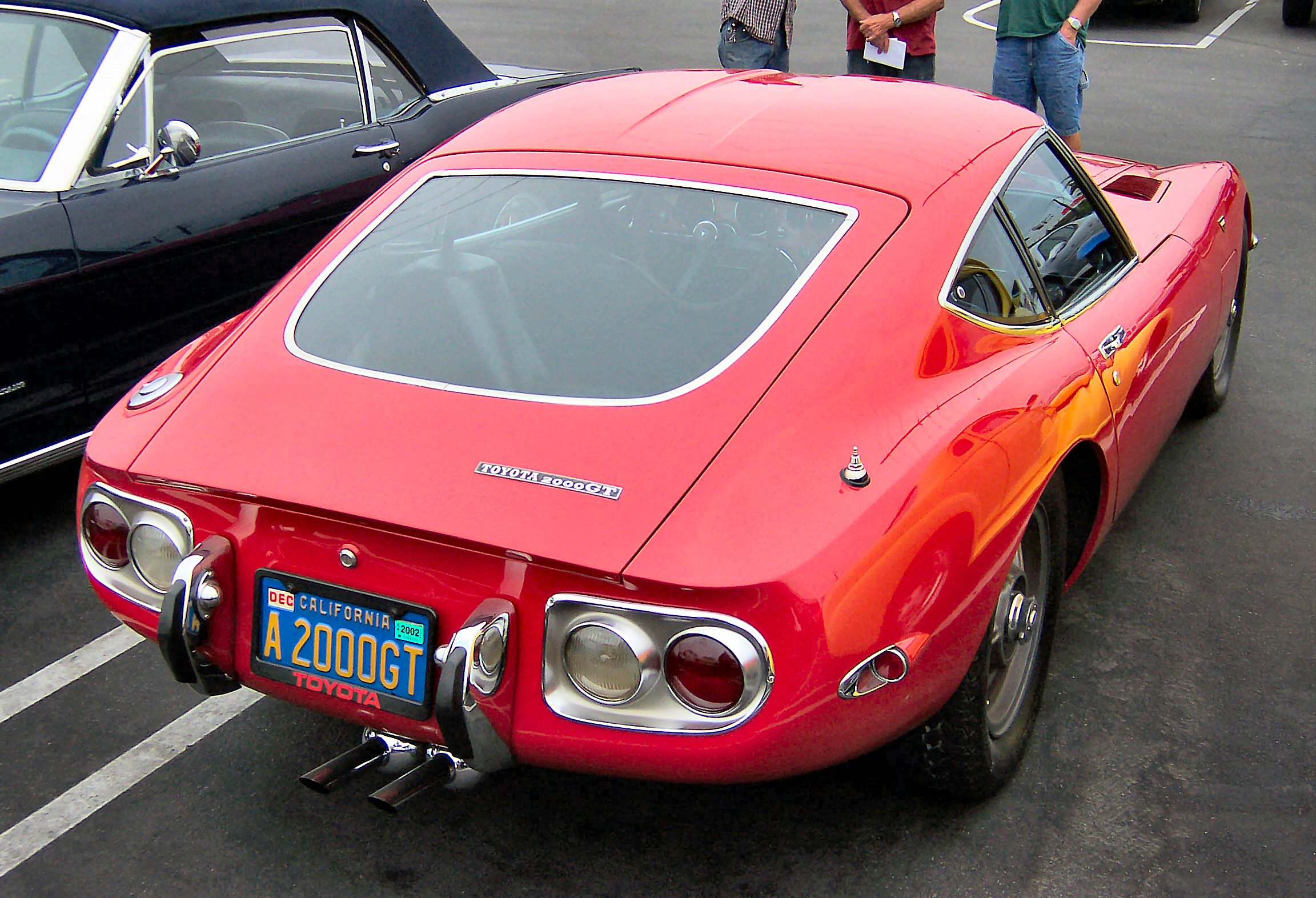
Toyota 2000GT Coupé
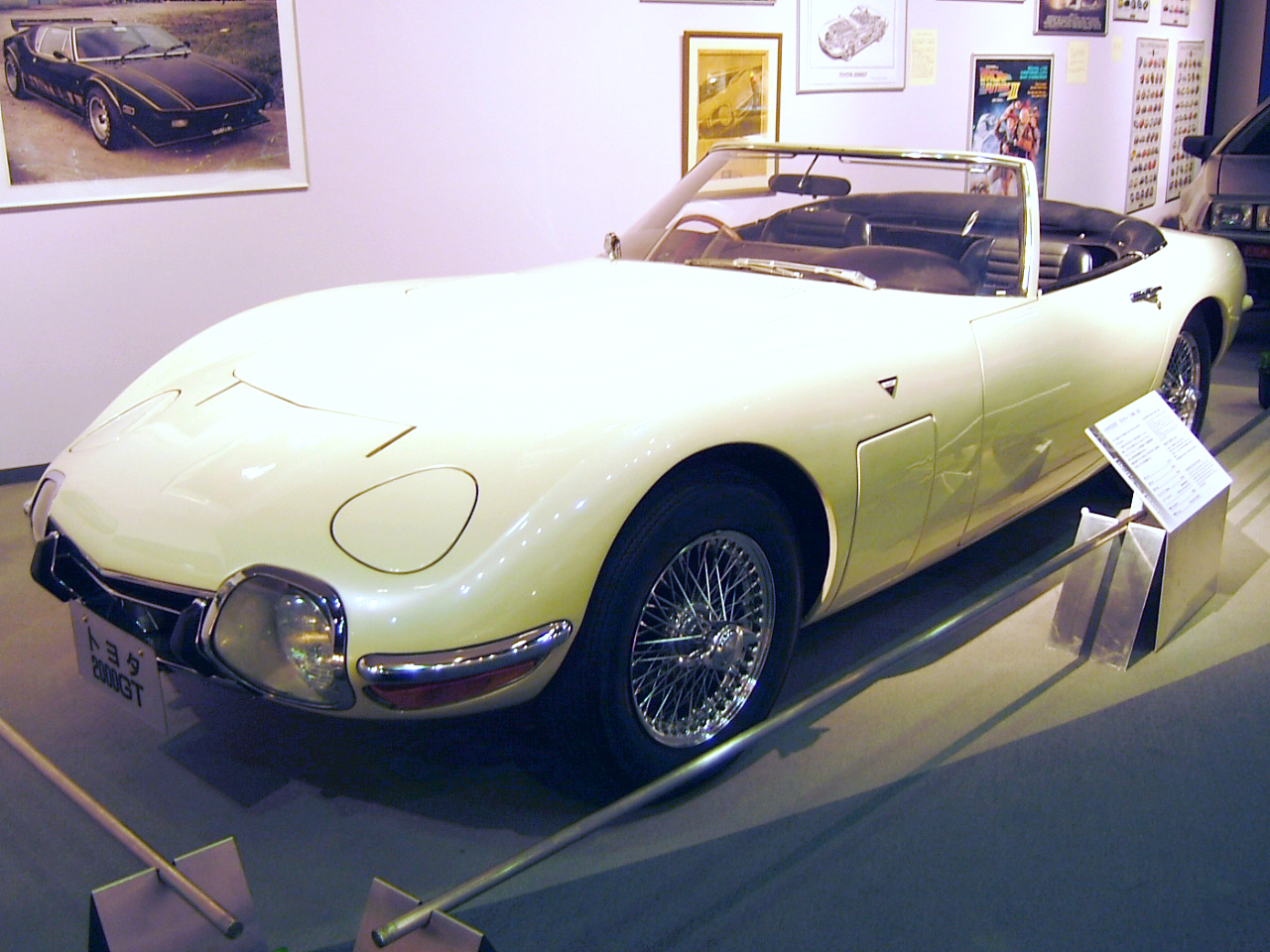
Toyota 2000GT James-Bond-Cabrio
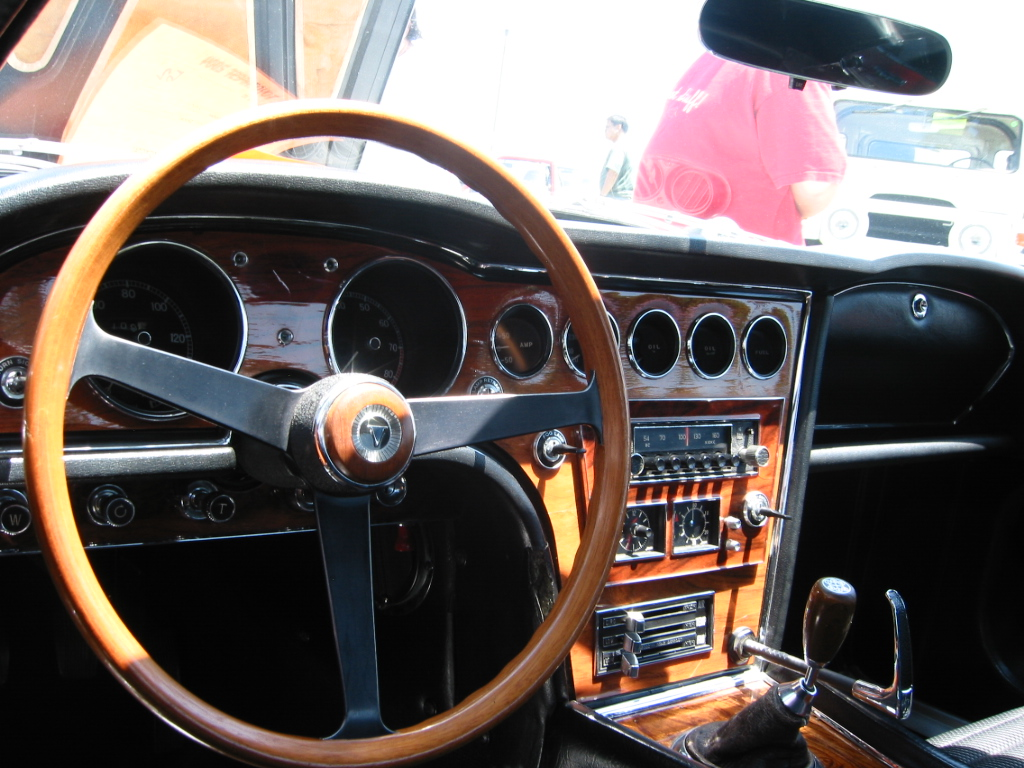
Toyota 2000GT Armaturenbrett
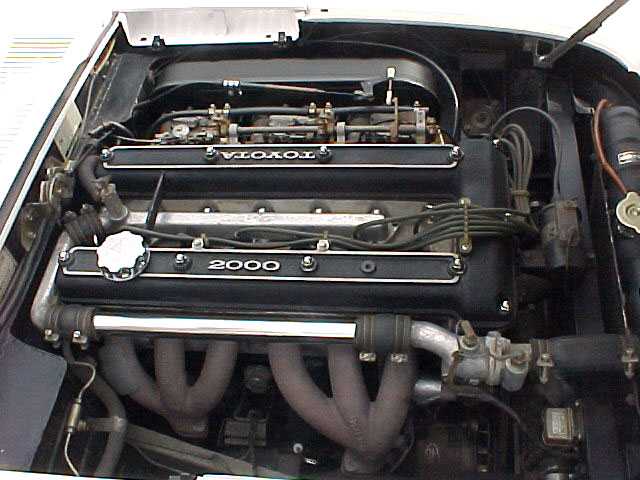
3M DOHC 2.0 Liter Reihen 6-Zylinder